# Capacitismo
Capacitismo (em inglês:  ableism) é a discriminação e o preconceito social contra pessoas com alguma deficiência. Em sociedades capacitistas, a ausência de qualquer deficiência é visto como o normal, e pessoas com alguma deficiência são entendidas como exceções; a deficiência é vista como algo a ser superado ou corrigido, se possível por intervenção médica; um exemplo de postura capacitista é dirigir-se ao acompanhante de uma pessoa com deficiência em vez de dirigir-se diretamente à própria pessoa, ou quando a chamamos pela deficiência, como “cadeirante”, “o ceguinho”, e não pelo nome, desconsiderando a individualidade do ser humano.

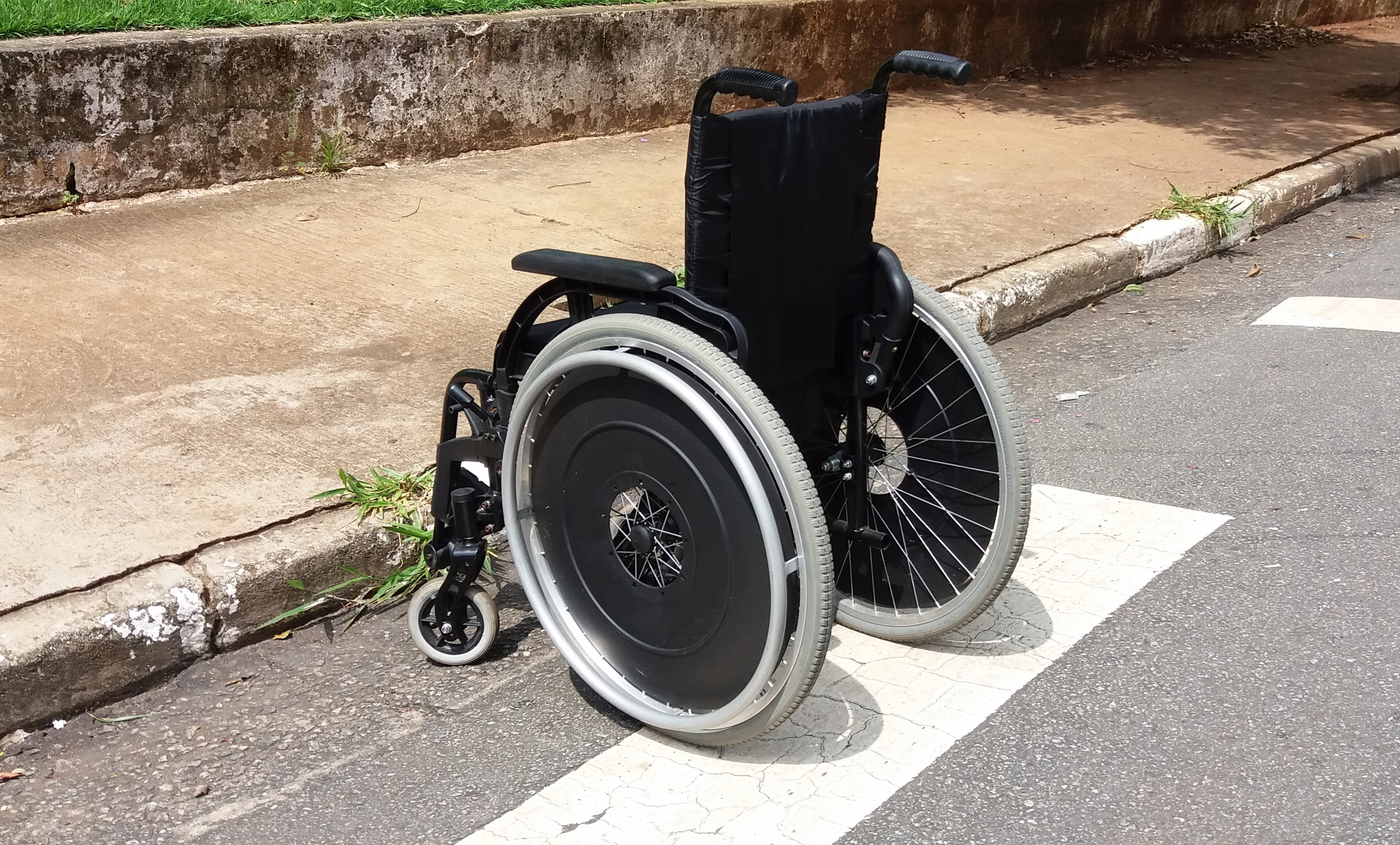
Exemplo de falta de acessibilidade para atravessar vias, em São Paulo, Brasil

Usa-se para descrever a discriminação, preconceitos e opressão contra pessoas com deficiência físico-motora, visual, auditiva, psicossocial, intelectual, de aprendizagem, condições do espectro autista, colostomia, entre outras, advindos da noção de que pessoas com deficiência são inferiores às pessoas sem deficiência. Inclui, desta forma, tanto a opressão ativa e deliberada (insultos, considerações negativas, arquitetura inacessível) quanto a opressão passiva (como reservar às pessoas com deficiência tratamento de pena, de inferioridade/subalternidade).
O capacitismo pode ser relacionado às pessoas com deficiência assim como o machismo para as mulheres ou o racismo para negros, em especial, e a pessoas de outras cores de pele que não, geralmente, a caucasiana. Se baseia numa determinada concepção anatômica e psicologicamente padronizada, ou seja, um padrão de corpo, mente, ou comportamento definido como perfeito, típico da espécie humana.